# Serovskij rajon
Il Serovskij rajon (in russo Серовский район?) è un rajon dell'oblast' di Sverdlovsk, in Russia. Il capoluogo è la città di Serov che non fa parte del distretto. Nell'ambito della struttura municipale, nel territorio del distretto dal 1 ottobre 2017 esiste solo il distretto urbano di Sosva (Сосьвинский городской округ, Sos'vinskij gorodskoj okrug).